# Tamás Borsos
Borsos Tamás de Ozd (n. Marosvásárhely, 14 iunie 1566 – d. ?) a fost judele orașului Marosvásárhely (astăzi Târgu Mureș) între anii 1599-1604, mai târziu emisar al principelui Transilvaniei, Gabriel Bethlen la Poarta Otomană. 

## Biografia
Tamás Borsos este considerat inițiatorul construirii cetății din oraș. În 1601 orașul a fost devastat de către forțele armate ale generalului Basta, din cauză că orașul Târgu Mureș l-a sprijinit pe Mihai Viteazul în lupta de la Șelimbăr. Ca urmare a acestui atac, Tamás Borsos a obligat cele 32 de bresle meșteșugărești existente în oraș să suporte cheltuielile aferente apărării orașului. La inițiativa și insistențele lui a fost ridicată între 1602-1652 cetatea, și Târgu Mureșul a obținut rangul de oraș liber regesc (în maghiară szabad királyi város, iar în latină libera regiae civitas) în 29 aprilie 1611.
Borsos este considerat de unii cercetători ca un adept al sabatarianismului, religie apărută în Principatul Transilvaniei în urma reformei protestante acceptând ideile unitarianismului și în paralel reevaluând rolul Vechiului Testament. Sabatarienii au început să țină treptat tradițiile evreiești.

## Memoria
- Din 1887 o stradă din centrul Târgu Mureșului poartă numele lui Tamás Borsos.[3]
- În 2000 a fost dezvelită lângă cetatea medievală statuia judelui. Prin acest monument, autoritățile locale au intenționat să aducă un omagiu lui Tamás Borsos, judele orașului, care a reușit ridicarea cetății cu ajutorul contribuabililor și celor 32 de bresle meșteșugărești.
- Stema familiei Borsos a fost amplasată în aula Primăriei (azi sediul consiliului județean și prefecturii) construită între 1906-1908.[4]
- Sarcofagul de piatră lui Tamás Borsos din 1633 s-a păstrat în cimitirul reformat din Târgu Mureș, are următoarea inscripție:[4]

„In hoc tumulo requiescunt pace grenerosus

Thomas Borsos de Vasarhely, tabulae sedis judiciariae

Transylvaniae quondam assessor, tribus in fulgida

porta Ottomanica vicibus Orator Continuus

et Civitatis M. Vasarhely Index primarius

+ 1634 – 18 mensis Aprilis, aetatis suae Anno

68 necnon uxor eius Dorothea Marosi +

1637 – 25 mensis Julii, aetatis vero suae 63”